# Medaliści mistrzostw świata w kolarstwie górskim – four-cross
Pełna lista medalistów i medalistek mistrzostw świata w kolarstwie górskim w four-crossie.

## Mężczyźni
| Rok  | Złoto              | Srebro             | Brąz             |
| ---- | ------------------ | ------------------ | ---------------- |
| 2002 | Brian Lopes        | Cédric Gracia      | Eric Carter      |
| 2003 | Michal Prokop      | Eric Carter        | Brian Lopes      |
| 2004 | Eric Carter        | Mickael Deldycke   | Michal Prokop    |
| 2005 | Brian Lopes        | Jared Graves       | Mickael Deldycke |
| 2006 | Michal Prokop      | Roger Rinderknecht | Guido Tschugg    |
| 2007 | Brian Lopes        | Romain Saladini    | Jurg Meijer      |
| 2008 | Rafael Álvarez     | Roger Rinderknecht | Mickael Deldycke |
| 2009 | Jared Graves       | Romain Saladini    | Jakub Říha       |
| 2010 | Tomáš Slavík       | Jared Graves       | Michal Prokop    |
| 2011 | Michal Prokop      | Roger Rinderknecht | Joost Wichman    |
| 2012 | Roger Rinderknecht | Michael Měchura    | Tomáš Slavík     |
| 2013 | Joost Wichman      | Michael Měchura    | Quentin Derbier  |
| 2014 | Tomáš Slavík       | Michael Měchura    | Simon Waldburger |
| 2015 | Aiko Göhler        | Luke Cryer         | Benedikt Last    |
| 2016 | Mitja Ergaver      | Hannes Slavik      | Luke Cryer       |
| 2017 | Felix Beckerman    | Quentin Derbier    | Giovanni Pozzoni |

## Kobiety
| Rok  | Złoto                  | Srebro            | Brąz              |
| ---- | ---------------------- | ----------------- | ----------------- |
| 2002 | Anne-Caroline Chausson | Katrina Miller    | Sabrina Jonnier   |
| 2003 | Anne-Caroline Chausson | Sabrina Jonnier   | Jill Kintner      |
| 2004 | Jana Horáková          | Jill Kintner      | Tara Llanes       |
| 2005 | Jill Kintner           | Katrina Miller    | Tara Llanes       |
| 2006 | Jill Kintner           | Anneke Beerten    | Anita Molcik      |
| 2007 | Jill Kintner           | Anneke Beerten    | Melissa Buhl      |
| 2008 | Melissa Buhl           | Jana Horáková     | Romana Labounková |
| 2009 | Caroline Buchanan      | Jill Kintner      | Melissa Buhl      |
| 2010 | Caroline Buchanan      | Jana Horáková     | Romana Labounková |
| 2011 | Anneke Beerten         | Fionn Griffiths   | Céline Gros       |
| 2012 | Anneke Beerten         | Romana Labounková | Céline Gros       |
| 2013 | Caroline Buchanan      | Katy Curd         | Céline Gros       |
| 2014 | Katy Curd              | Anneke Beerten    | Steffi Marth      |
| 2015 | Anneke Beerten         | Lucia Oetjen      | Steffi Marth      |
| 2016 | Caroline Buchanan      | Franziska Meyer   | Anneke Beerten    |
| 2017 | Caroline Buchanan      | Romana Labounková | Helene Frühwirt   |

## Tabela medalowa
| Miejsce | Państwo           |   |   |   | Razem |
| ------- | ----------------- | - | - | - | ----- |
| 1.      | Stany Zjednoczone | 8 | 3 | 7 | 18    |
| 2.      | Czechy            | 6 | 7 | 6 | 19    |
| 3.      | Australia         | 6 | 4 | 0 | 10    |
| 4.      | Holandia          | 4 | 3 | 3 | 10    |
| 5.      | Francja           | 2 | 6 | 7 | 15    |
| 6.      | Szwajcaria        | 1 | 4 | 1 | 6     |
| 7.      | Wielka Brytania   | 1 | 3 | 1 | 5     |
| 8.      | Niemcy            | 1 | 1 | 4 | 6     |
| 9.      | Hiszpania         | 1 | 0 | 0 | 1     |
| 9.      | Słowenia          | 1 | 0 | 0 | 1     |
| 9.      | Szwecja           | 1 | 0 | 0 | 1     |
| 12.     | Austria           | 0 | 1 | 2 | 3     |
| 13.     | Włochy            | 0 | 0 | 1 | 1     |